# Krzysztof Wołk
Krzysztof Wołk – polski informatyk i wykładowca specjalizujący się w takich dziedzinach jak sztuczna inteligencja, uczenie maszynowe, aplikacje mobilne, inżynieria lingwistyczna, multimedia, NLP i programy graficzne. Jego prace badawcze były cytowane w ponad 70 międzynarodowych publikacjach naukowych, książkach i pracach badawczych. 
Jest członkiem komitetu naukowego Health and Social Care Information Systems and Technologies (HCist), międzynarodowej konferencji gromadzącej pomysły, nowe technologie, naukowców uniwersyteckich, specjalistów z zakresu IT opieki zdrowotnej, menadżerów i dostawców rozwiązań IT z całego świata.
Jego badania w dziedzinie statystycznych metod uczenia maszynowego zostały uznane za jedne z najczęściej cytowanych badań na świecie. 
Jest członkiem Scientific Committee-Reviewers at Research Conference in Technical Disciplines (RCITD) z siedzibą w Słowacji, która gromadzi naukowców uniwersyteckich i badaczy z całego świata.
W 2016 roku otrzymał tytuł doktora Polsko-Japońskiej Akademii Technik Komputerowych Warszawa Polska.
Obecnie pracuje jako badacz na Polsko-Japońskiej Akademii Technik Komputerowych (PJATK) Warszawa Polska. Posiada własna stronę internetową, na której publikuje swoje książki, publikacje naukowe, artykuły z dziedziny szeroko rozumianej informatyki oraz recenzje sprzętu i oprogramowania.

## Osiągnięcia
Opublikował wiele książek, publikacji naukowych i artykułów. Wydał trzy książki: Biblia Windows Server 2012, Podręcznik Administratora, Mac OS X Server 10.8 i Praktyczny przewodnik po MAC OS X Server 10.6 oraz 10.7, które były cytowane przez wielu badaczy w podręcznikach akademickich, publikacjach naukowych i artykułach.
Jego badania na temat Polsko-Angielskich Metod Statystycznych Tłumaczenia Maszynowego zostały opublikowane w książce New Research in Multimedia and Internet Systems. Wzmianki o jego pracy dotyczącej systemów tłumaczenia maszynowego pojawiły się także w takich książkach jak: New Perspective in Information System and Technologies Volume 1, Multimedia and Network Information System i Recent Advances in Information Systems and Technologies, Volume 1.
Posiada zaufane certyfikaty wiodących gigantów multimedialnych i technologicznych: Apple, Microsoft, Adobe, EITCA i w3schools. 